# David Gregory (historien)
Pour les articles homonymes, voir Gregory.
David Gregory (1696–16 septembre 1767) est un ecclésiastique et universitaire anglais, doyen de la Christ Church d'Oxford et premier professeur Regius d'histoire moderne à Oxford.

## Biographie
Il est le fils de David Gregory (1661-1708), le mathématicien. Deux ans après la mort de son père, il est admis comme érudit de la reine à la Westminster School, d'où il est élu en 1714 à Christ Church. Il obtient son diplôme de BA le 8 mai 1718 et de MA le 27 juin 1721, et le 18 avril 1724 devient le premier professeur d'histoire moderne et de langues à Oxford.
Peu de temps après, il prend les ordres et est nommé recteur de Semley, Wiltshire ; devenant BD le 13 mars 1731 et DD l'année suivante (7 juillet 1732). Il continue à occuper son poste de professeur jusqu'en 1736, date à laquelle il démissionne lors de sa nomination au canonicat de la cathédrale Christ Church (installé le 8 juin). Pendant qu'il est chanoine (1750), il répare et orne la Christ Church Hall avec des bustes des rois George Ier et George II.
Il est promu doyen (installé le 18 mai 1756). Sous sa direction alors qu'il est doyen, les salles supérieures de la bibliothèque du collège sont achevées (1761), et il aurait restauré les terrasses du grand quadrilatère (Tom Quad).
Le 15 septembre 1759, il est également nommé maître de l'hôpital de Sherburn, comté de Durham, où il commence à abattre un bois sur les domaines de l'hôpital et, avec le produit du bois, améliore l'hébergement, comme le mentionne un éloge funèbre anonyme Essai sur la vie de David Gregory, défunt doyen de Christ Church, Londres (1769). En 1761, il est prolocuteur de la Chambre des Convocations inférieures. Il meurt à l'âge de soixante et onze ans, le 16 septembre 1767, et est enterré sous une dalle unie avec une courte inscription latine dans la cathédrale, son alliance attachée à son doigt. Il est le gendre d'Henry Grey (1er duc de Kent), ayant épousé Lady Mary Grey, décédée avant lui (en 1762, à l'âge de 42 ans), et repose dans la même tombe.

## Œuvres
Gregory écrit des vers latins et témoigne de sa loyauté par des poèmes latins sur la mort de George Ier et l'avènement de George II, déplorant également en vers la mort de ce dernier et félicitant George III lorsqu'il succède à son grand-père.